# Укріплення Сіаню
Укріплення Сіаню (кит.: 西安城墙), також відомі як Міський мур Сіаню, у Сіані, древній столиці Китаю, є одним з найстаріших, найбільших та найбільш збережених китайських міських мурів. Їх було збудовано за правління імператора Хун'у Чжу Юаньчжана як військову оборонну систему. Вони представляють «повні риси архітектури фортечних валів феодального суспільства». З часу будівництва у XIV столітті їх було багато разів поновлено, тричі з інтервалом у близько 200 років наприкінці 1500-х та 1700-х, та у нещодавні роки в 1983. Мур оточує територію площею близько 36 км2.
Міський мур Сіаню міститься у попередньому списку світової спадщини ЮНЕСКО під назвою «Міські мури династій Мін та Цін». З 2008 року він також у списку Державної адміністрації культурної спадщини Китайської Народної Республіки. З березня 1961 року міський мур Сіаню вважається спадщиною як національне історичне та культурне місто.

## Розташування
Міський мур Сіаню розташований в міському районі Сіаню, яке колись було імператорським містом за періодів династій Суй та Тан. Він розміщений на кінці стародавнього Шовкового шляху.

## Історія

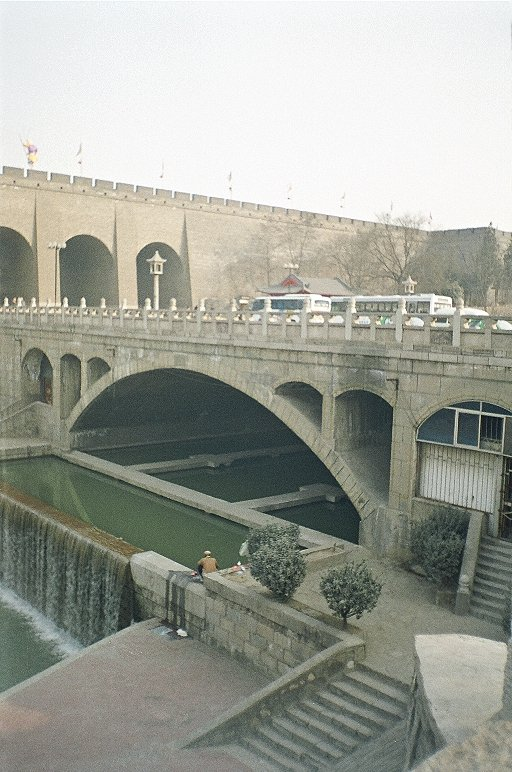
Міський рів Сіаню

Чжу Юаньчжан, перший імператор династії Мін (1368—1644) отримав від мудреця Чжу Шена пораду збудувати фортифікований високий мур навколо міста та створити засоби для запасання їжі й згодом утворити свою імперію шляхом об'єднання всіх інших країн. Слідуючи пораді відлюдника, Чжу започаткував династію Мін, і потім збудував високий фортифікований мур над раніше існуючим муром династії Тан (618—907). Він почав будівництво міського муру Сіаню як столиці північно-західної столиці провінції Шеньсі 1370 року. Він включив стародавні фортифікаційні насипи збудовані династіями Суй та Тан включивши їх до західної та південної частин муру, збільшивши східну та північну частину. Споруду було збудовано за понад 8-річний період і добре підтримувалось за як династії Мін так і наступної за нею династії Цін.
Початково мур було збудовано виключно з землебиту. У період правління імператора Лунціна (1568) мур було зміцнено кладкою синьої цегли поверх зовнішньої сторони земляних валів. За імператора Цянлуна династії Цін (1781), мур було збільшено, а також було додано дренажні пристосування, амбразури та зроблено інші зміни, таким чином споруду було приведено до того вигляду який він зараз. Укінці правління династії Цін споруда почала руйнуватись. В обмеженій мірі представники республіканської влади провели обслуговування муру, що перебував у поганому стані. У першому десятиріччі XX століття оборонна система укріплень вважалась стратегічно важливою, навіть попри те, що услід революції 1911 року було проведено знесення подібних стін у інших регіонах країни. 1926 року мур було бомбардовано ворожими силами, у результаті чого він зазнав серйозних структурних ушкоджень, але місто в його периметрі зачеплено не було. Упродовж Другої світової війни, при авіаударах японців у 1937—1940, жителі збудували близько 1000 бункерів як укриттів від авіаатак всередині широкої основи (ширина сягає понад 15 м) муру. Також вздовж стіни було зроблено кілька проходів для втечі. Ще пізніше, за правління Республіки, було створено нові брами через Сіаньську стіну для можливості руху крізь.
За атласом Шеньбоо 1933 року в 1930-ті більшість людей жили всередині периметру сіаньської стіни, але при цьому все ще лишалось багато незаселених площ. Серед людей що приїздили побачити укріплення Сіаню були американський капітан (згодом генерал) Стілвелл 1922 року, та чеський синолог Ярослав Прушек (1906—1980) 1933 року. У 1983 адміністрація Сіаньського муніципалітету провела додаткові ремонтні роботи та доповнення до муру. У цей час було відновлено вежу Янмачен, шлюзову Чжалоу, ківшеву Куйсінлоу, кутову Цзяолоу та оборонну Ділоу вежі; частини фортечного валу, що осипались було замінено брамами; також було відновлено рів. У травні 2005 року всі вали Сіаню було сполучено між собою.
Міський мур Сіаню було запропоновано як об'єкт світової спадщини ЮНЕСКО Китайською Народною Республікою 2008 року. ЮНЕСКО було включено об'єкт до попереднього списку об'єктів світової спадщини під назвою «Міські мури династій Мін та Цін» як номінант на отримання статусу за критерієм iii & iv. У березні 1961 року міський мур Сіаню було в повній мірі затверджено як спадщину як національне історичне та культурне місто.
24 березня 2014 міський мур Сіаню відвідала Мішель Обама, перша леді Сполучених Штатів Америки, й описала його як «стіну що встояла війну й голод, підняття й падіння династій».

## Риси

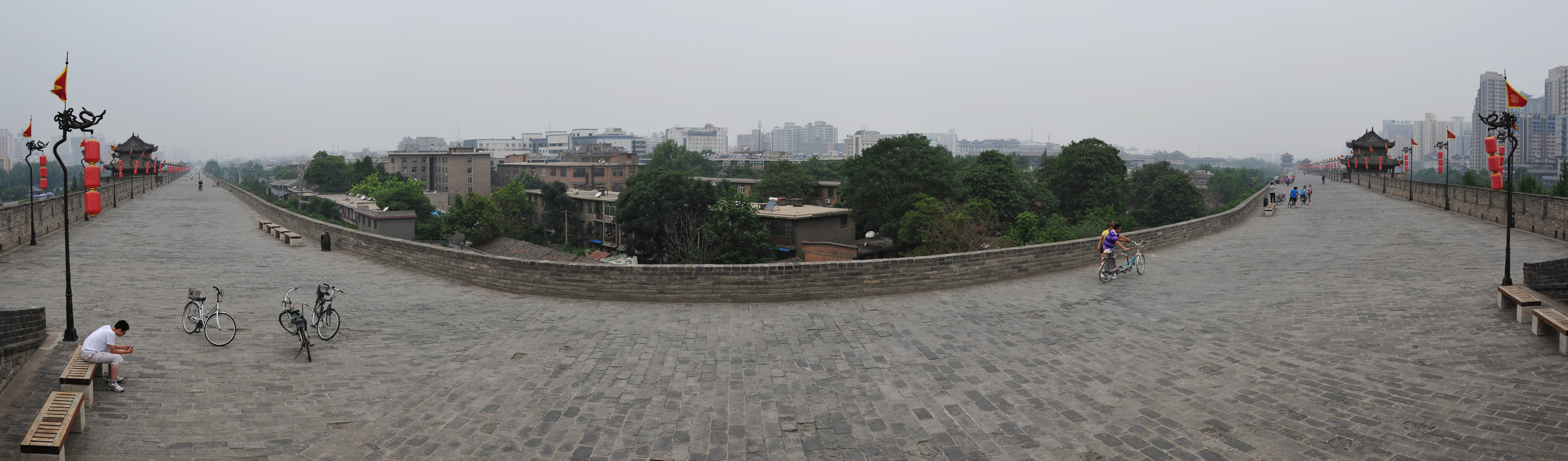
Міський мур Сіаню

Міський мур Сіаню квадратний за формою, периметр сягає 14 км, майже всі прольоти піддавались певним відновленням та перебудовам. Вздовж верхівки муру є доріжка, пройти по якій повністю типово забирає чотири години. Укріплення збудоване в стилі китайської архітектури. Як в оборонної фортифікаційної споруди в його конструкції є рів, підйомні мости, сторожові вежі, кутові вежі, парапетні стінки, та надбрамні вежі. Висота стіни сягає 12 м, а ширина — 12-14 метрів біля верхівки та 15-18 м при основі. Фортечні вали збудовані з інтервалом у 120 м, проектуючись від головної стіни. На зовнішній стороні стіни є парапети споруджені з 5984 амбразурами, які формують «повністю виступні вали». Є чотири сторожові вежі, розташовані по кутах рову, що оточує мур й сягає 18 м шириною та 6 м глибиною. Площа в периметрі муру рівна близько 36 км², до цього числа входить і невелика територія в 14 км² що займає місто.
|                                                                                                   |  |  |
| Ліворуч: вхід до Сіаню через барбакан Південної брами. Праворуч: Ще один вид на міський мур Сіаню |  |  |

Південна амбразурована сторожова вежа, споруджена 1378 року, була знищена в пожежі у 1926 році у тогорічній громадянській війні, у вересні 2014 її було відновлено. Це було зроблено після ретельного історичного огляду документів, що мають відношення до історичних рис, що існували до ушкодження вежі. Інші три сторожові вежі, що формують північну, східну та західну брами муру також було оглянуто під час планувальної фази по внесенню модифікацій до Південної вежі. Без впливу на цілісність муру для їх захисту їх було оточено сталлю, деревом, черепицею стародавнього типу та цегляними конструкціями. Доступ до великих воріт здійснюється через трапи, окрім Південної брами, у якої є вхід за межами муру.
Також є «Лучницька вежа», що забезпечує безпеку однієї з чотирьох брам сіанської стіни. Створена як велика пасткоподібна кімната, з вежею з вікнами нагорі, вона надавала переважну позицію лучникам для випуску стріл (у початкові роки будівництва муру), а згодом гарматні ядра на опозиційні революційні сили. У випадку якщо б ворогу вдалось пробити стіни через головну браму вони б потрапили б в пастку в маленькій кімнаті, яка легко прострілюється стороною оборони з іншої брами.